# Diachrysia orychalcea
Diachrysia orychalcea là một loài bướm đêm trong họ Noctuidae.